# Saint-Chély-d'Aubrac (tổng)
Tổng Saint-Chély-d'Aubrac là một tổng thuộc tỉnh l'Aveyron trong vùng Occitanie.

## Địa lý
Tổng này được tổ chức xung quanh Saint-Chély-d'Aubrac ở quận Rodez. Độ cao khu vực này dao động từ 465 m (Condom-d'Aubrac) đến 1 440 m (Condom-d'Aubrac) với độ cao trung bình 855 m.

## Hành chính
| Giai đoạn | Ủy viên               | Đảng | Tư cách |
| --------- | --------------------- | ---- | ------- |
| 2008-2014 | Jean-Claude Fontanier | DVG  |         |
| 2001-2008 | Antoine Raymon        | DVD  |         |

## Các đơn vị trực thuộc
Tổng Saint-Chély-d'Aubrac gồm 2 xã với dân số 881 habitants (recensement de 1999 sans doubles comptes).
| Xã                   | Dân số | Mã bưu chính | Mã insee |
| -------------------- | ------ | ------------ | -------- |
| Condom-d'Aubrac      | 349    | 12470        | 12074    |
| Saint-Chély-d'Aubrac | 532    | 12470        | 12214    |

## Biến động dân số
| 1962                                                     | 1968  | 1975 | 1982 | 1990 | 1999 |
| -------------------------------------------------------- | ----- | ---- | ---- | ---- | ---- |
| 1 062                                                    | 1 197 | 988  | 892  | 896  | 881  |
| Nombre retenu à partir de 1962 : dân số không tính trùng |       |      |      |      |      |